# Скемпе (гмина)
Скемпе (пол. Skępe) — гмина (волость) в Польше, входит как административная единица в Липновский повет, Куявско-Поморское воеводство. Население — 7547 человек (на 2008 год).

## Сельские округа
1. Богухвала
2. Вулька
3. Жагно
4. Жухово
5. Лавичек
6. Ликец
7. Лонке
8. Любувец
9. Мочадла
10. Румунки
11. Сарново
12. Скемпске
13. Францишково
14. Хута
15. Чермно
16. Щекажево
17. Ярчево

## Соседние гмины
1. Гмина Вельге
2. Гмина Рогово
3. Гмина Липно
4. Гмина Мохово
5. Гмина Тлухово
6. Гмина Щутово
7. Гмина Хростково